# Muelle de tapicería

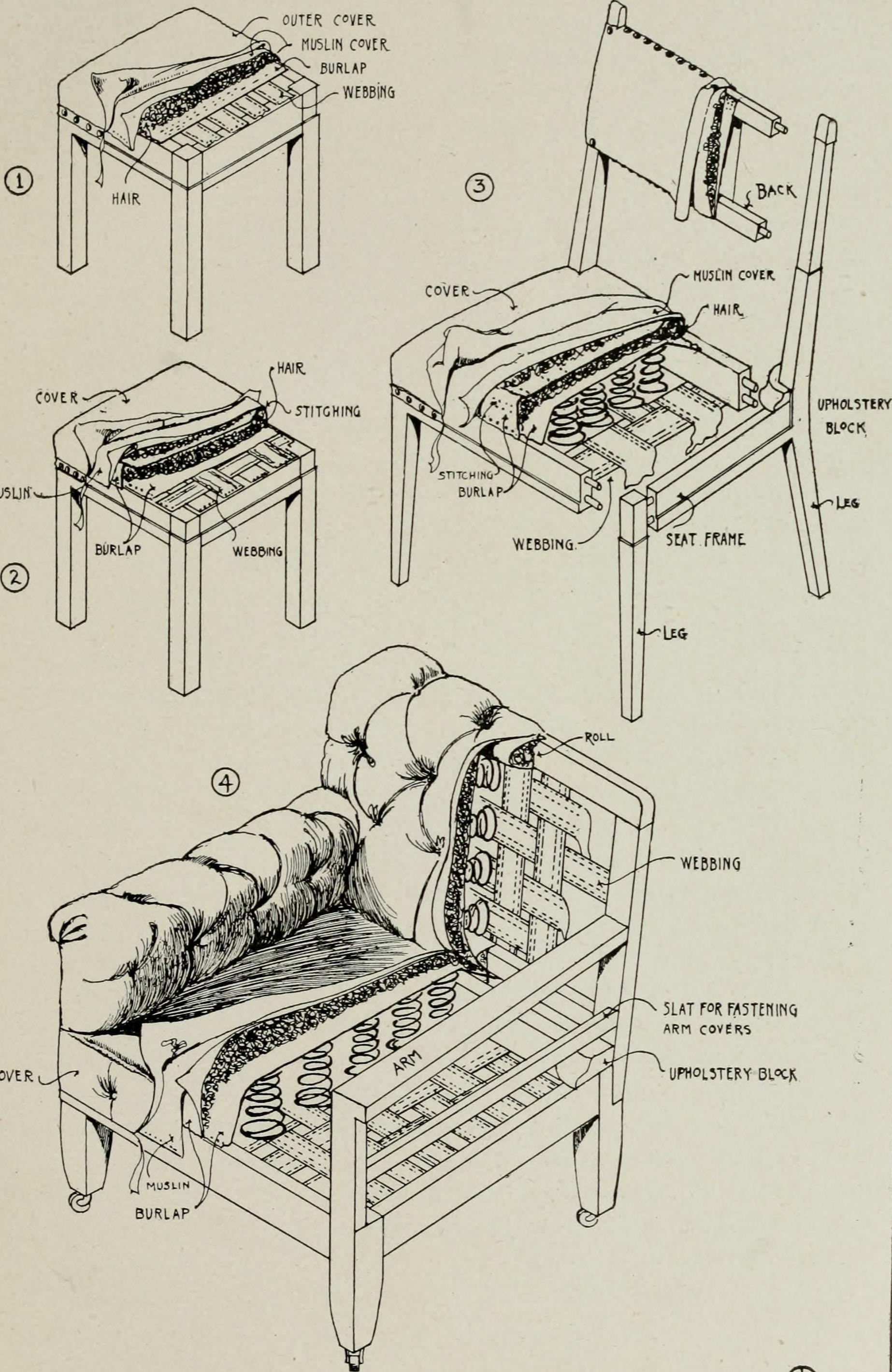
Disposición de muelles helicoidales en la tapicería de distintos tipos de asientos

Los muelles de tapicería son una parte importante de la mayoría de los tapizados modernos. El usuario generalmente nunca ve las características de construcción de una pieza tapizada. La calidad general de los materiales y la construcción determinan su nivel de comodidad y su capacidad para satisfacer al consumidor a largo plazo. Una pieza tapizada básica puede estar compuesta de un bastidor, resortes, espuma, almoadillado, acolchado y elementos textiles. 
Los resortes helicoidales utilizados son muelles individuales, abiertos en ambos extremos. Pueden estar anudados en un extremo. Cuando se unen a las correas y se atan en la parte superior, forman la plataforma sobre la que descansa el cojín suelto. 

## Historia

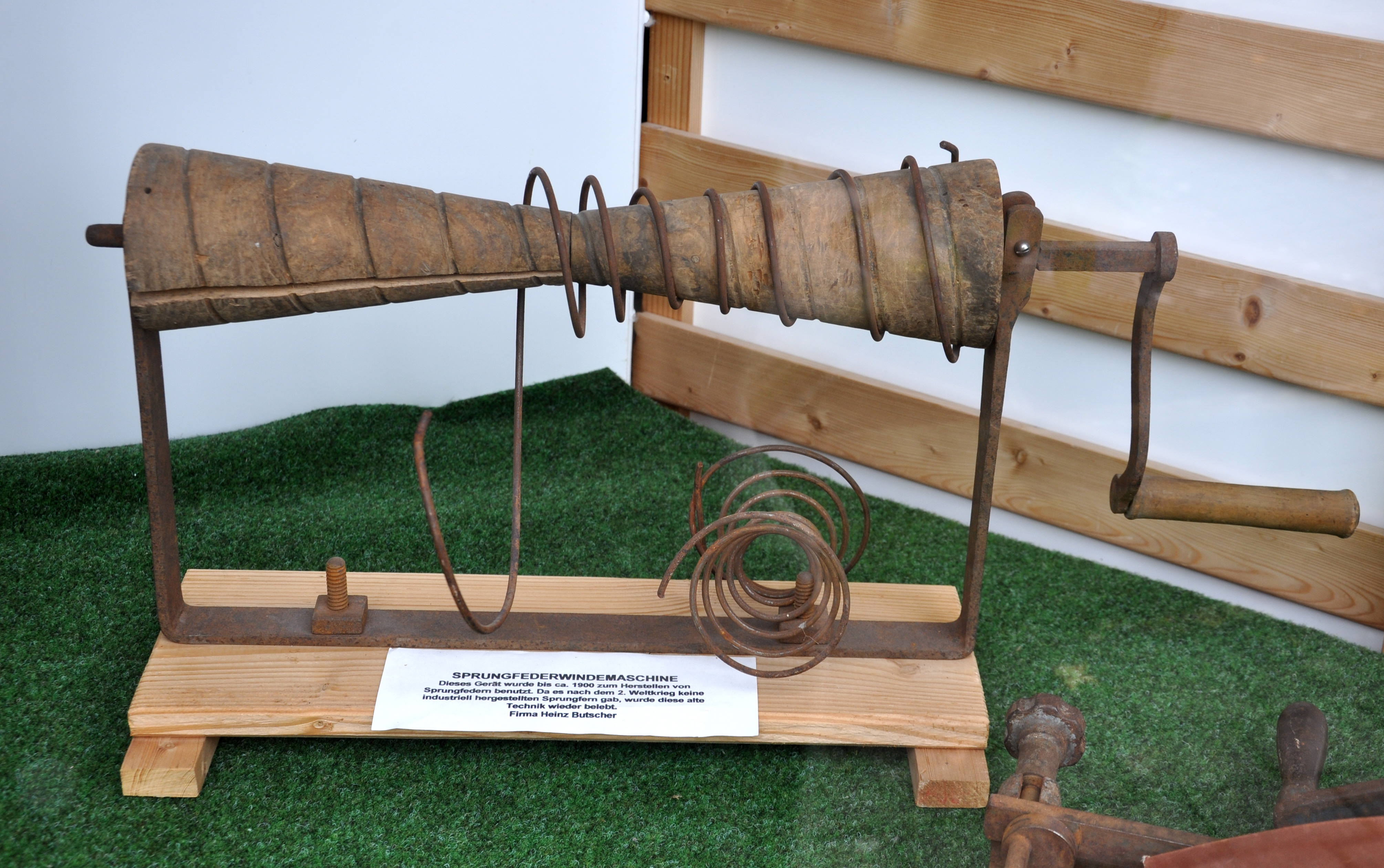
Máquina manual para fabricar muelles con forma de reloj de arena

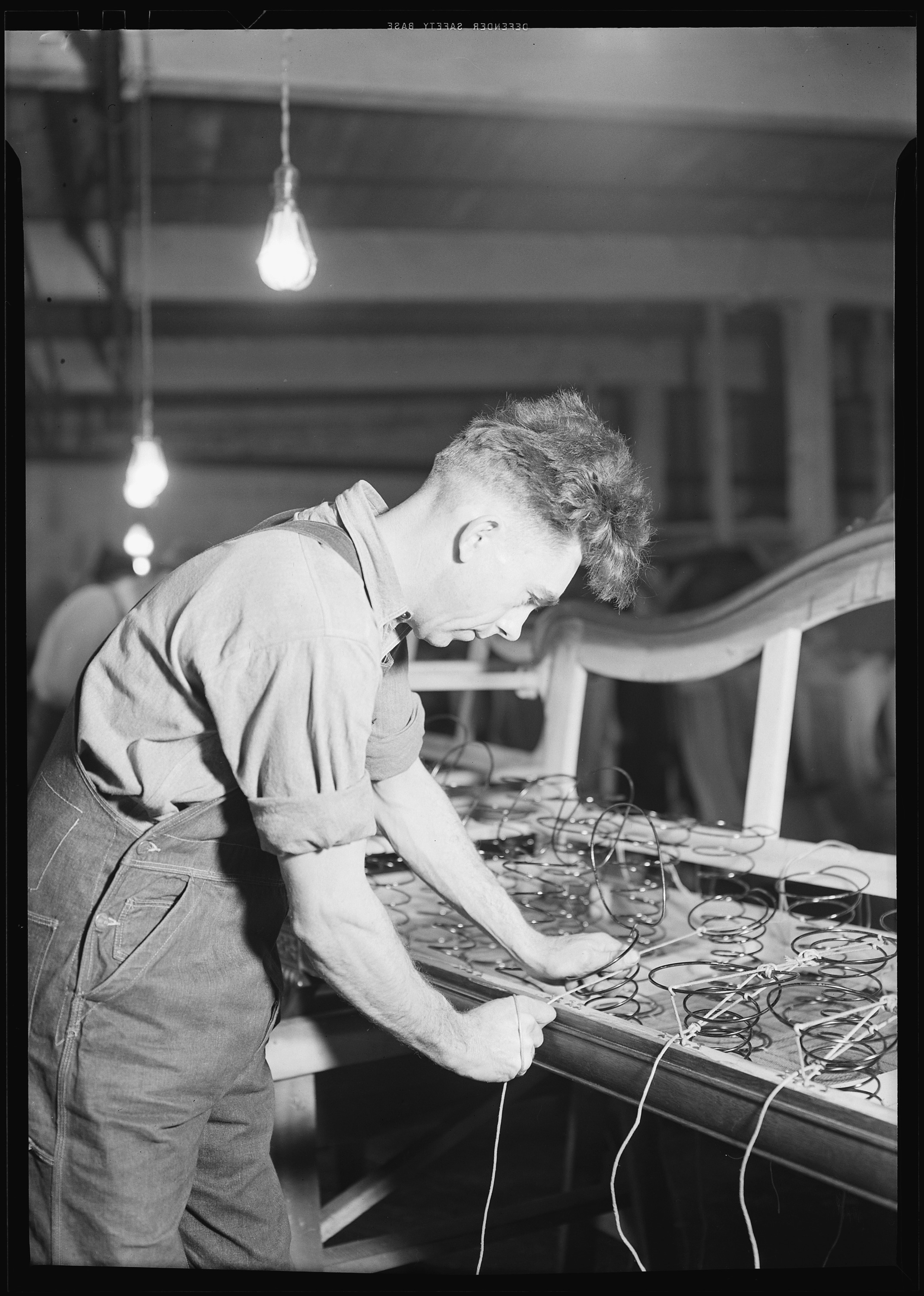
Montaje manual de los muelles de un sillón (Tomlinson Chair Manufacturing Co., 1942)

Antiguos objetos de alambre helicoidal o en espiral que se asemejan a muelles han sido descubiertos en los Balcanes y en toda Europa por equipos arqueológicos. Tales objetos, que datan del 4000 A. C., el comienzo de la primera Edad de Bronce, abundan en museos y colecciones. Sin embargo, los objetos en espiral, posiblemente diseñados como anillos o joyas, nunca exhiben las propiedades de los resortes de extensión o de compresión. 
Tres tecnologías impulsaron el desarrollo de los resortes en espiral a mediados de los años 1500, gracias a los avances en la calidad del acero: la fabricación de relojes (con mecanismos de cuerda y escapes); la producción de armas de fuego (por ejemplo, escopetas y pistolas); y la construcción de vehículos (por ejemplo, carruajes). El uso de muelles en esta última actividad surgió en la Hungría del siglo XVI. El Tratado de carruajes de Sir William Felton de 1793 y la Historia de los carruajes de George Thrupp de 1877, dan ejemplos de aplicaciones cada vez más evolucionadas de resortes en el transporte, que se transfierieron directamente al diseño de muebles de asiento. 
Alemania y Suecia eran conocidas en la Europa del siglo XV por tener el mejor acero, gracias a que el hierro de ambos países tenía de forma natural del orden del 0.05-.07% de carbono, produciendo un excelente hierro para fabricar resortes. 
En 1690, Sir Ambrose Crowley utilizó acero alemán de origen sirio para los resortes de relojes de gran calidad.
Sir Robert Hooke escribió su Lecture on Springs (Conferencia sobre los muelles) en 1678. En este texto, explica cómo cualquiera puede usar un alambre de varias composiciones y enrollarlo alrededor de una forma para crear un resorte. Su trabajo demostró el fenómeno conocido hoy como Ley de Hooke, que caracteriza a los resortes como acumuladores de una fuerza restauradora proporcional al grado de su deformación. 
Clive Edwards, historiador especializado en muebles, escribió: "Una de las preguntas más tentadoras acerca de los muebles del siglo XVIII es la del resorte. Comúnmente se cree que fue una innovación del siglo XIX, pero hay evidencias de un uso anterior. La demanda inicial de resortes parece provenir de los constructores de carruajes, y más adelante, de los fabricantes de muebles. Los constructores de carruajes buscaban dotar de suspensión a sus vehículos y mejorar los asientos interiores, haciéndolos más confortables para los pasajeros". La categoría gremial inglesa se conoce como "La Venerable Compañía de Fabricantes de Muebles", pero entre los siglos XVI y XIX a estos artesanos se les conocía como ebanistas. 
El nexo común eran los herreros y los talleres de herrería que fabricaban muelles de carro y suministraban piezas para los ebanistas. 
George Thrupp ilustró un resorte helicoidal utilizado en un carro presentado a la Academia Francesa en 1703. 
En 1706, Henry Mills recibió la patente de Gran Bretaña 376 "Para un nuevo instrumento matemático para nuevos tipos de resortes. . . Y que los nuevos resortes inventados están hechos y controlados de varias formas: semicirculares, circulares, angulares, ovales u otras formas...". Estos resortes eran más livianos, pesando en conjunto solo 9 kg, en comparación con otros resortes de carruajes habituales que pesaban seis veces más. Eran resortes de extensión helicoidales, también conocidos como resortes de "gusano" debido a su forma espiral. 
En 1762, Richard Tredwell (según una Patente de Rotherham de Gran Bretaña en el Condado de York), registró el diseño de un resorte de ballesta para carros, y posteriormente, en 1763, Richard Tredwell recibió la Patente de Gran Bretaña 792 "Muelles para Carruajes". Esta patente comsta de cuatro páginas, y en la última se muestra claramente nueve tipos de suspensiones con resortes helicoidales, indicando claramente que es "mi nuevo método para fabricar y construir resortes para la suspensión de carruajes". Los resortes de compresión en espiral finalmente no se usarían para su uso previsto, y la patente contribuyó a impedir el desarrollo de los muelles de tapicería. 
En 1780, William Blakey, un experto historiador sobre la relojería, escribió The Art Of Making Watch Springs (El Arte de Fabricar Muelles de Reloj, traducido por M. Wayman) donde se afirma que "El arte de hacer relojes y resortes de reloj podría ser, de todas las operaciones mecánicas, la que proporciona la mayor cantidad de conocimiento de las propiedades físicas del acero. En el proceso de descubrir las cualidades del hierro que son esenciales para convertirlo en acero, el artesano no puede evitar reconocer las diferentes cualidades del metal, como su dureza, su maleabilidad, su elasticidad, etc.". También se dice que no era fácil atribuir una fecha al descubrimiento del acero y sus cualidades, pero que comenzó cuando se perfeccionaron los relojes.
En 1822, Georg Junigl de Viena, recibió un "privilegio" de una patente para un resorte de alambre utilizado en combinación con el relleno de tapicería. Esta patente se publicó en la edición 94 del 24 de abril de 1822, página 1, columna 1, ítem 3, anunciando que el Sr. Junigl, un tapicero burgués de Viena, había recibido la patente. Según el periódico de Viena, murió en 1840. 
En 1826, Samuel Pratt de New Bond Street, en la parroquia de St. George, Hanover Square en el condado de Middlesex, recibió la Patente de Gran Bretaña 5418 para "Camas, somieres, sofás, asientos y otros artículos de mobiliario". Esta patente utilizaba muelles en forma de espiral para minimizar el mobiliario de un velero. 
En 1828, el propio Samuel Pratt recibió la Patente 5668 de Gran Bretaña para "Camas y cojines elásticos", que sería una mejora en la configuración de los resortes de compresión utilizados en los muebles. La página 5 de la patente representa dos resortes de compresión de bobina de alambre en forma de reloj de arena, con formas circulares y triangulares. 
En 1833, August Boschow, un tapicero vienés, recibió una patente austriaca que se publicó en el diario de Viena el 26 de junio de 1833. Inventó un nuevo tipo de resorte de "reloj", diseñado para su uso en carruajes, sillas y camas. Los muelles sostenían el cuerpo humano sentado o tumbado.
En 1834, John Saville Crofton publicó un libro titulado The London Upholsterer's Companion, The Art Of Spring Stuffing. Crofton, un veterano del comercio de tapicería, describe el uso de nueve muelles helicoidales circulares de acero de 7 pulgadas de alto y 3-1 / 2 pulgadas de ancho, hechos de alambre de acero del número 8, para tapizar sillones. Su libro también describe sofás tapizados con muelles, camas, colchones, almohadas y asientos de carruajes también hechos de resortes helicoidales circulares de calibres de alambre más ligeros. Crofton señala que los resortes helicoidales ya habían estado presentes en el comercio durante varios años, lo que indica que se desconoce la fecha original de la práctica, y este trabajo depositado en la Biblioteca Británica no se cita en los textos de historia sobre este tema. Crofton escribió en la página 34 de su libro, en el capítulo sobre "Sillas sencillas, relleno de muelles": 

"En la fabricación de asientos con relleno de resortes, es necesario tejer la parte inferior y la acción de los resortes. El asiento representado en el dibujo no requiere resortes de siete pulgadas de alto; basta con muelles de tres pulgadas y media hechos de alambre de acero No. 8. Se cosen firmemente al asiento, equidistantes, pero no demasiado cerca el uno del otro; una vez hecho esto, se atan entre sí, tomando la mayor precaución al hacerlo, en primer lugar, para que trabajen conjuntamente; y en segundo lugar, para que se mantengan perpendiculares y actúen libremente, de lo que depende esencialmente la comodidad del asiento, su durabilidad y su aspecto. Por último, se sujetan al marco de la silla los extremos del cordel con el que se atan los resortes."

El alambre de carbón era un término de principios del siglo XIX que designaba el proceso del acrisolado para fabricar acero de la mejor calidad, apto para estirar el alambre utilizado en los resortes. 
El estilo manual de la creación de resortes múltiples al atarlos entre sí, es un método que se remonta hasta la época de Crofton, y probablemente mucho antes, como él mismo indica. Los métodos modernos de tapicería aún pueden referirse a resortes "atados a mano" o "resortes atados a ocho vías", que están estrechamente relacionados con el método de Crofton como se describe. 
En 1834 Crofton también indicaba que el tapicero podía fabricar sus propios resortes obteniendo alambre y doblándolo alrededor de un molde de madera, o comprándolos directamente. 
En 1843, Holland & Sons ofrecía sillas tapizadas, sofás y otros artículos con descripciones tales como "con resortes en los marcos", "relleno de resortes", "relleno de dobles resortes" y "cojines de resortes".
Teniendo en cuenta la evidencia del comercio de relojes, carruajes y muebles, es probable que los artesanos locales pudieran haber utilizado resortes de tapicería antes del siglo XVIII, que ciertamente existieron en el siglo XVIII, y se normalizaron a principios del siglo XIX. Todos los tipos de resortes se desarrollaron y se usaron comúnmente a mediados del siglo XIX, ya que los registros de patentes británicos y estadounidenses así lo documentan claramente. Las patentes no significan necesariamente el primer uso, pero pueden usarse para evaluar y estimar tendencias. 
En 1849, T. E. Warren de los Estados Unidos recibió la patente 6740, sobre un complejo resorte laminar utilizado en asientos, utilizado por la American Chair Company en sus trenes de pasajeros.
En 1850, Alexander Oechslin recibió una patente austriaca por una "mejora en la tapicería con muelles en espiral".
Entre 1855 y 1900, se emitieron cientos de patentes de resortes de alambre en Gran Bretaña y los Estados Unidos para asientos y camas. Estas patentes británicas se pueden ver en un Resumen Maestro de Patentes Británicas en la Clase 52 1855-1900. 
Washburn & Moen Manufacturing, una de las primeras compañías de trefilado de alambre de los Estados Unidos, fundada en 1834, fabricaba alambres para una amplia gama de productos, desde cuerdas para piano hasta el alambre de los telégrafos, alambre de espinas y alambre para resortes helicoidales. Entre 1837 y 1847, la calidad del alambre de Washburn aseguraba que todas las palanquillas de hierro de 12' por 1-1/8" fueron importadas de Suecia específicamente para trefilar alambre; una vez en los Estados Unidos, los tochos se enrollaron en barras en los molinos de Troy, Nueva York; Fall River, Massachusetts; o Windsor Locks, Connecticut. El Instituto Smithsoniano y la Biblioteca del Congreso conservan parte de sus registros históricos.
En 1869, Timothy Rose y Platt Buell recibieron una patente estadounidense, número 97.705, por un resorte helicoidal para camas. 
En 1871, Edwin Bushnell de Poughkeepsie, Nueva York, recibió una patente estadounidense, número 4.616, por "Una mejora en los colchones de muelles". 
Antes de principios de 1900, los resortes se usaban como bases de cama o cajas de muelles. Estos juegos de muelles no estaban recubiertos de tela. No se fabricaron colchones con "muelles internos" hasta después de 1900. La patente de Bushnell ha sido citada como un tipo de resorte interno, pero en realidad servía como la capa base de una cama. 
El trabajo de Crofton de 1834 y el trabajo de Felton de 1793, a la luz de los hallazgos y de las grandes obras publicadas, como la Lecture on Springs de Robert Hooke, indican claramente que los resortes helicoidales comenzaron a usarse en los siglos XVII y XVIII. Dónde y quiénes fueron los inventores no se conoce.